# 対州鉱山
対州鉱山（たいしゅうこうざん）は長崎県下県郡（現・対馬市）厳原町樫根（かしね）にあった鉱山。
東邦亜鉛によって経営されていた亜鉛の鉱業所で、1973年（昭和48年）に閉山した。なお、対州とは対馬国、対馬島の異称。

## 概要
東邦亜鉛は1943年（昭和18年）の対州鉱業所（対州鉱山）本格操業開始から、1973年（昭和48年）の閉山までの30年間経営を行っていた。当初は戦後の高度経済成長により、急速に業績を伸ばしていった。しかし昭和40年代半ばから貿易の自由化が推し進められ、外国産の安価な鉱石が輸入されるようになった。そのため、小規模で生産コストの高い国産鉱石はたちまち外国産に押され、経営が行き詰り閉山となった。
対州鉱山は急速に厳原町の産業基盤を支える重要産業に成長していった。鉱山従事者で人口が増加し、町の税収は増え、鉄筋コンクリート造のアパートや商店、映画館などの遊興施設が建設されるなど、鉱山周辺の地域に活気をもたらした。
しかし、繁栄は長く続かず、閉山後は鉱産税や電気・ガス・固定資産税の大幅な減収、下請け労働者の失業、商店の減収をもたらすなど、町の経済にとって大打撃となった。また、カドミウム汚染を引き起こすなど、町民の健康への影響も生じた。このカドミウム汚染に対して東邦亜鉛は汚染田の復元や農産物減収・健康被害者への補償を行うとともに、閉山から45年以上たった現在でも汚染が起きないよう監視機関（事務所）を設置している。
- 東邦亜鉛株式会社 対州鉱山管理事務所 〒817-0243　長崎県対馬市厳原町樫根248（北緯34度13分43秒 東経129度13分8秒 / 北緯34.22861度 東経129.21889度）

## 歴史
対馬では古くから、銀をはじめとする金属を産出していた（対馬銀山を参照）。
- 大正時代中頃に鉱山が休止。
- 1938年（昭和13年頃）- 土佐出身の白川隆彦が鉱業権を取得し、当時の佐須、安田、久の恵等の坑を買収統合。
- 1939年（昭和14年）8月 - 日本亜鉛株式売社が白川隆彦から鉱業権を買収。
- 1941年（昭和16年）9月 - 日本亜鉛株式会社が社名を東邦亜鉛株式会社に改称。
- 1943年（昭和18年）8月 - 本格操業を開始。
- 1945年（昭和20年）4月 - 太平洋戦争の激化により、重油等の資材不足のため操業を一時休止。
- 1946年（昭和21年）11月 - 連合国軍最高司令官総司令部は日本政府に鉛の増産を指令、同時に日本各地の鉱山は自家発電力用の重油の特配を受けることになる。
- 1947年（昭和22年）2月 - 連合国軍最高司令官総司令部天然資源局技官が訪問。綿密な調査の末、対州鉱山の有望の認定を行う。
- 1948年（昭和23年）
  - この年 - 再度の資源調査により、鉱床・鉱量の確実性が認められ、全面的な支援を受けるようになる。
  - 8月 - 本格的に操業を再開。
- 1949年（昭和24年）- 小茂田発電所が完成（出力450kW2基）。
- 1950年（昭和25年）6月 - 月産5,000t態勢が完成。
- 1951年（昭和26年）
  - 3月 - 厳原町南室（なむろ）に船への積出施設が完成。南室まではトラックで運搬する。
  - この年 - 日見抗の開発に着手。
- 1952年（昭和27年）- 悪水谷抗の開発に着手。
- 1956年（昭和31年）- 月産8,500tに拡張。
- 1957年（昭和32年）- 月産10,000tに拡張。
- 1965年（昭和40年）4月 - 鉛・亜鉛原鉱石の月処理は14,000tと磁硫鉄鉱1,500t、計15,500t。
- 1966年（昭和41年）- 月22,000t。
- 1968年（昭和43年）から1971年（昭和46年）にかけ、厳原町は同町下原（しもばる）の床谷（とこや）に鉄筋コンクリート造4階建ての改良住宅192戸を建設。
- 1970年（昭和45年）8月 - 出鉱量300万tを達成。
- 1973年（昭和48年）
  - 8月 - 閉山宣言が出される。
  - 10月 - 出鉱を停止し、鉱内撤収作業を開始。
  - 12月20日 - 閉山。30年の歴史に幕を閉じる。閉山時の従業員322名のうち、本社員の多くは、群馬県の安中製錬所に配属。

閉山後
- 1974年（昭和49年）
  - 3月21日 - 佐須地区鉱業被害者組合の総決起集会が行われる。イタイイタイ病の再検診、汚染田の復旧、東邦亜鉛の監視機関の設置等を決議。
  - この年 - 厳原町議会でも鉱害対策特別委員会を設置し、事実究明を開始。
  - 5月21日 - 佐須・椎根（しいね）川流域の住民の検診を開始（5月24日までの3日間）。対象者は300名。検診の結果、イタイイタイ病と認定する患者はおらず、腎臓障害など軽症患者の疑いがある経過観察者が25名。
  - 7月 - 被害者組合と東邦亜鉛の交渉の結果、企業100%負担によるカドミウム汚染田の復元を合意。
  - 12月 - 農産物減収補償交渉がまとまる。
- 1975年（昭和50年）- 厳原町により、休廃止鉱山鉱害防止工事が開始。
  - 鉱山の長い歴史（対州鉱山操業開始の前から）による汚染地域が河川流域の各地に存在することがわかったため。
- 1979年（昭和54年）12月23日 - 国と長崎県と東邦亜鉛により、汚染田の復元工事が開始。
  - 客土方式で行われ、心土は同町の久根浜や豆酘などから、耕土は壱岐郡（現壱岐市）郷ノ浦町から運ばれた。
- 1980年（昭和55年） - 町による休廃止鉱山公害防止工事が完了。
- 1984年（昭和59年）2月 - カドミウムによる腎臓障害の疑いがある経過観察者への健康補償がまとまる。
- 1985年（昭和60年）2月13日 - 汚染田の復元工事が完了。

## 技術者養成

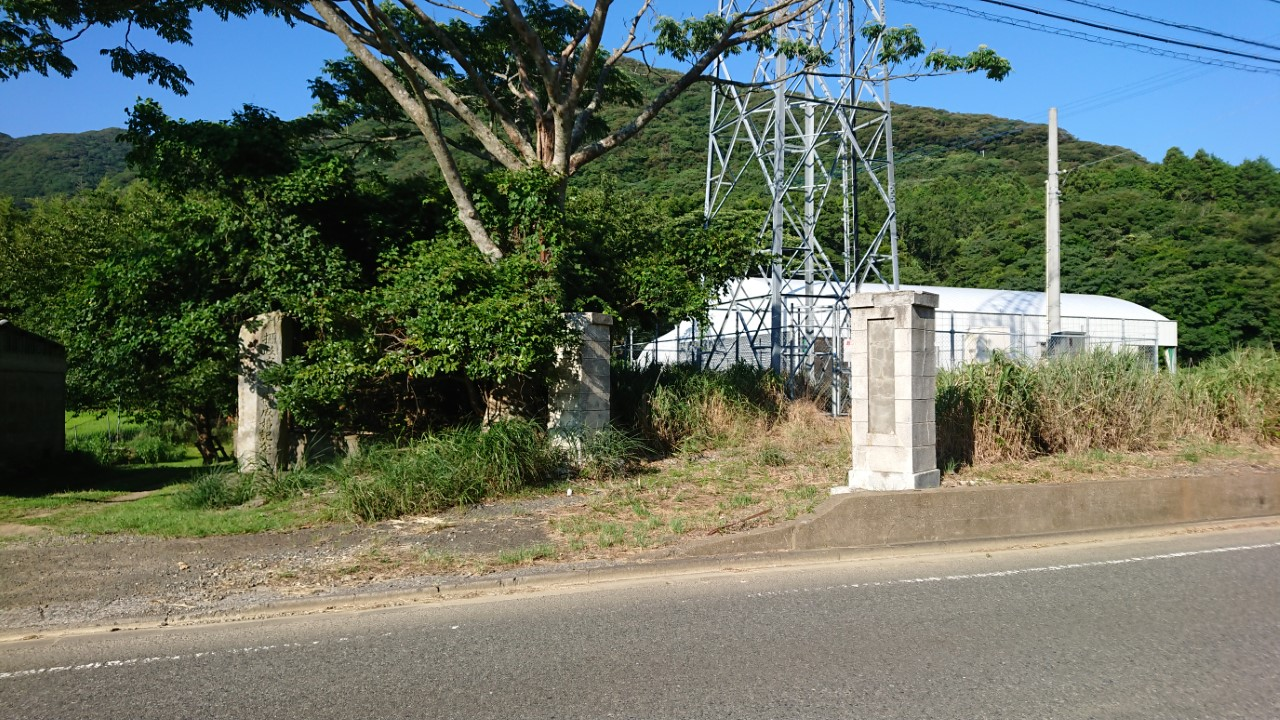
東邦亜鉛株式会社対州鉱業所技術学園跡

鉱山の技術者を養成するため、東邦亜鉛が「東邦亜鉛株式会社対州鉱業所技術学園」（地域では「学園」と呼ばれていた）を開設していた。詳細については不明だが、かつての校地には現在も門柱が残っている。（北緯34度13分36秒 東経129度13分23秒 / 北緯34.22667度 東経129.22306度）

## アクセス
最寄りの県道
- 長崎県道44号桟原小茂田線

## 周辺
- 佐須川
- 銀山神社
- 下原（しもばる）簡易郵便局
- 対馬市立金田小学校
- 対馬市立佐須へき地保育所